# ETTU Champions League der Damen 2012/13
Die ETTU Champions League der Damen wird zum siebten Mal ausgetragen, nachdem sie in der Saison 2010/2011 mangels Teilnehmern nicht ausgetragen wurde. Amtierender Champions-League-Sieger ist der Ttc berlin eastside.

## Turniermodus
Es treten sieben Mannschaften an, die ich zu je drei und vier Teams auf zwei Gruppen verteilen. Die besten zwei Mannschaften je Gruppe kommen weiter. Die Halbfinals und Finals, als auch die Gruppenspiele werden in Hin- und Rückspielen ausgetragen. Wie bei den Herren wird das ECL-System gespielt.

## Vorrunde

### Gruppe A
| Heimmannschaft      | Gastmannschaft      | Ergebnis | Datum      |
| ------------------- | ------------------- | -------- | ---------- |
| AFP Antwerpen       | Linz AG Froschberg  | 0:3      | 07.09.2012 |
| Ttc berlin eastside | SKST Mart Hodonin   | 3:0      | 07.09.2012 |
| Linz AG Froschberg  | SKST Mart Hodonin   | 3:1      | 27.09.2012 |
| Ttc berlin eastside | AFP Antwerpen       | 3:0      | 28.09.2012 |
| AFP Antwerpen       | SKST Mart Hodonin   | 1:3      | 06.10.2012 |
| Linz AG Froschberg  | Ttc berlin eastside | 3:1      | 06.10.2012 |
| Linz AG Froschberg  | AFP Antwerpen       | 3:0      | 16.11.2012 |
| SKST Mart Hodonin   | Ttc berlin eastside | 0:3      | 16.11.2012 |
| SKST Mart Hodonin   | Linz AG Froschberg  | 0:3      | 30.11.2012 |
| AFP Antwerpen       | Ttc berlin eastside | 0:3      | 30.11.2012 |
| SKST Mart Hodonin   | AFP Antwerpen       | 3:0      | 21.12.2012 |
| Ttc berlin eastside | Linz AG Froschberg  | 3:1      | 21.12.2012 |

| Platz | Mannschaft          | Spiele | Sätze | Punkte |
| ----- | ------------------- | ------ | ----- | ------ |
| 1     | Ttc berlin eastside | 6      | 14:6  | 11     |
| 2     | Linz AG Froschberg  | 6      | 16:5  | 11     |
| 3     | SKST Mart Hodonin   | 5      | 4:13  | 6      |
| 4     | AFP Antwerpen       | 5      | 1:15  | 5      |

### Gruppe B
| Heimmannschaft | Gastmannschaft | Ergebnis | Datum      |
| -------------- | -------------- | -------- | ---------- |
| SVS Ströck     | STK Dr. Casl   | 3:1      | 10.09.2012 |
| STK Dr. Casl   | Budaörsi SC    | 0:3      | 01.10.2012 |
| STK Dr. Casl   | SVS Ströck     | 2:3      | 08.10.2012 |
| Budaörsi SC    | SVS Ströck     | 2:3      | 19.11.2012 |
| SVS Ströck     | Budaörsi SC    | 3:1      | 03.12.2012 |
| Budaörsi SC    | STK Casl       | 3:0      | 21.12.2012 |

| Platz | Mannschaft  | Spiele | Sätze | Punkte |
| ----- | ----------- | ------ | ----- | ------ |
| 1     | SVS Ströck  | 4      | 12:6  | 8      |
| 2     | Budaörsi SC | 4      | 9:6   | 6      |
| 3     | STK Casl    | 4      | 3:12  | 4      |

## K.O. - Runde

### Halbfinale
Die Hinspiele des Halbfinals fanden vom 8. bis 11. und die Rückspiele vom 14. bis 17. Februar statt.
|                     | Gesamt |             | Hinspiel | Rückspiel |
| ------------------- | ------ | ----------- | -------- | --------- |
| ttc berlin eastside | 2:6    | Budaörsi SC | 0:3      | 2:3       |
| Linz AG Froschberg  | 6:2    | SVS Ströck  | 3:0      | 3:2       |

### Finale
Die Finalbegegnungen fanden im März 2013 statt.
|             | Gesamt |                    | Hinspiel | Rückspiel |
| ----------- | ------ | ------------------ | -------- | --------- |
| Budaörsi SC | 3:6    | Linz AG Froschberg | 1:3      | 2:3       |

| Mannschaften | Budaörsi SC     | Linz AG Froschberg | 1:3                              |
| ------------ | --------------- | ------------------ | -------------------------------- |
| Einzel 1     | Szandra Pergel  | Liu Jia            | 2:3 (11:9,11:8,5:11,12:14,11:13) |
| Einzel 2     | Dóra Madarász   | Iveta Vacenovská   | 3:1 (7:11,11:8,12:10,11:3)       |
| Einzel 3     | Cornelia Molnar | Petrissa Solja     | 0:3 (6:11,7:11,11:13)            |
| Einzel 4     | Szandra Pergel  | Iveta Vacenovská   | 2:3 (11:9,9:11,6:11,11:7,7:11)   |
| Trainer      |                 | Bian Yadong        |                                  |
| Tisch 1      | 9. März 2013    | 19:15 Uhr          |                                  |

| Mannschaften | Budaörsi SC     | Linz AG Froschberg | 2:3                                   |
| ------------ | --------------- | ------------------ | ------------------------------------- |
| Einzel 1     | Szandra Pergel  | Liu Jia            | 3:2 (12:10, 11:13, 11:13, 11:9, 11:8) |
| Einzel 2     | Dóra Madarász   | Iveta Vacenovská   | 3:0 (11:7, 11:3, 13:11)               |
| Einzel 3     | Cornelia Molnar | Petrissa Solja     | 0:3 (4:11, 3:11, 9:11)                |
| Einzel 4     | Dóra Madarász   | Liu Jia            | 1:3 (11:0, 7:11, 6:11, 6:11)          |
| Einzel 5     | Szandra Pergel  | Iveta Vacenovská   | 1:3 (5:11, 7:11, 11:6, 9:11)          |
| Trainer      |                 | Bian Yadong        |                                       |
| Tisch 1      | 23. März 2013   | 19:15 Uhr          |                                       |